# Лиховская
Лиховская — опустевшая деревня в Юрьевецком районе Ивановской области, входит в состав Соболевского сельского поселения.

## География

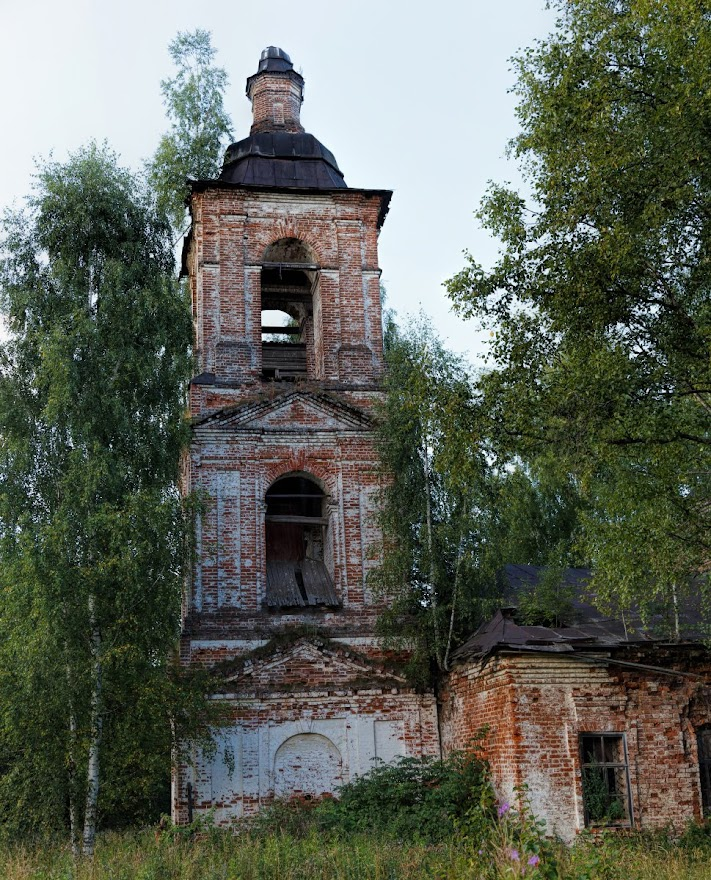
Ильинская церковь в Проталинках

Расположена в 15 км на юго-запад от центра поселения села Соболево и в 23 км на юго-запад от районного центра города Юрьевец. В 1 км от деревни на противоположном берегу речки Пешевка расположено урочище Проталинки (бывшее село).

## История
Каменная Ильинская церковь с колокольней в селе Проталинки была построена в 1834 году на средства прихожан. Престолов было три: в честь Введения во храм Божией Матери, св. пр. Илии и св. Николая чудотворца.
В XIX — первой четверти XX века деревня Лиховская вместе с селом Проталинки входили в состав Обжерихинской волости Юрьевецкого уезда Костромской губернии, с 1918 года — Иваново-Вознесенской губернии.
С 1929 года деревня входила в состав Обжерихинского сельсовета Юрьевецкого района Ивановской области, с 2005 года — в составе Обжерихинского сельского поселения, с 2015 года — в составе Соболевского сельского поселения.

## Население
| 1872 | 1897 | 1907 | 2002 | 2010 |
| ---- | ---- | ---- | ---- | ---- |
| 27   | ↘19  | ↘16  | ↘0   | →0   |

## Достопримечательности
В урочище Проталинки близ деревни расположена недействующая Церковь Илии Пророка (1834).